# PEX11A
PEX11A‏ (Peroxisomal biogenesis factor 11 alpha) هوَ بروتين يُشَفر بواسطة جين PEX11A في الإنسان.